# NGC 2130
NGC 2130 је расејано звездано јато у сазвежђу Златна риба које се налази на NGC листи објеката дубоког неба.
Деклинација објекта је - 67° 20' 3" а ректасцензија 5h 52m 23,8s. Привидна величина (магнитуда) објекта NGC 2130 износи 12,0 а фотографска магнитуда 12,4. NGC 2130 је још познат и под ознакама ESO 86-SC37.